# Vojtech Tuka
Vojtech Tuka o Béla Tuka (Štiavnické Bane, entonces llamada Hegybánya, 4 de julio de 1880-Bratislava, 20 de agosto de 1946) fue un político eslovaco, miembro del Partido Popular Eslovaco (PPE) y, durante la Segunda Guerra Mundial, primer ministro de la república títere eslovaca. Encabezó el ala más radical del partido y abogó por una política nacionalsocialista.
Profesor de la Universidad de Bratislava, permaneció en la ciudad tras el paso de esta a control checoslovaco después de la Primera Guerra Mundial. Favorable al regreso de Eslovaquia a Hungría, fue juzgado y condenado por traición a finales de la década de 1920. Fue liberado a mediados de la década siguiente por su mala salud. Uno de los representantes principales de la corriente más radical del Partido Popular Eslovaco, fue nombrado primer ministro de la nueva Eslovaquia independiente durante la Segunda Guerra Mundial. Mantuvo durante este periodo una constante disputa por el poder con el presidente del partido y del Estado, Jozef Tiso, en la que salió derrotado. Muy cercano a los nazis, trató de recabar su apoyo para lograr el poder en el país. Tras la derrota en la guerra, fue juzgado, condenado y ejecutado por ahorcamiento en Bratislava en 1946.

## Comienzos
Nacido en Štiavnické Bane, en lo que sería en el futuro Eslovaquia (por entonces parte de la Hungría austrohúngara conocida como "Tierras altas" (en húngaro: Felvidék), Tuka era hijo de padres eslovacos magiarizados y recibió una educación magiar. Su padre era maestro.
Tras graduarse en Derecho, enseñó en la ciudad sureña de Pecs a partir de 1906. En 1911 completó su educación con una licenciatura en Ciencias Políticas por la Universidad de Budapest.
Fue profesor de Derecho internacional en Bratislava, desde 1912. En 1916, se lo nombró profesor de la Academia Húngara de Derecho de la ciudad.
Cuando las tropas checoslovacas ocuparon Bratislava en 1919, la facultad de Derecho se trasladó a la Hungría no ocupada, pero Tuka decidió permanecer en la ciudad, habiéndole prometido el comisionado para la universidad, František Jehlička, un puesto destacado en la nueva organización universitaria eslovaca, que nunca llegó a recibir. Tuka perdió su cátedra de Derecho internacional. En el censo de 1919, se declaró de nacionalidad magiar, que también consignó como idioma materno.

## En Checoslovaquia

### Inicios en el PPE
Tras la proclamación de Checoslovaquia a finales de 1918, perdió su puesto en la universidad durante la campaña de expulsión de los partidarios de Hungría del sistema educativo (llamados habitualmente «magiarones»). En vez de emigrar a Hungría, permaneció en Eslovaquia y pronto se unió al partido de Andrej Hlinka. Convertido rápidamente al nacionalismo clerical eslovaco en 1920, se encargó desde enero de 1921 de editar la publicación del partido, Slovak. Como otro destacado colaborador de este, el padre František Jehlička, era un agente a sueldo magiar. Su objetivo, como el de su colega, era dividir a checos y eslovacos para facilitar la reincorporación de Eslovaquia a Hungría.

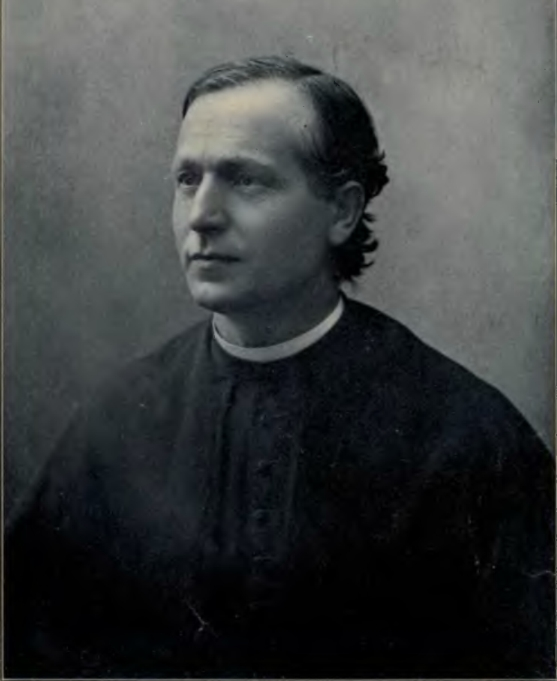
Andrej Hlinka, fundador y presidente del Partido Popular Eslovaco, respaldó a Tuka en su juicio por traición y espionaje, creyéndole inocente, a pesar de las dudas de parte de la organización.

Con este fin, Tuka presentó un borrador de autonomía a Hlinka en el verano de 1921 en el que proponía una confederación checo-eslovaca de dos Estados separados, con su propio servicio diplomático y Fuerzas Armadas. Solo el presidente y la política relativa a los conflictos bélicos sería común a los dos Estados. El partido consideró la propuesta demasiado radical y la rechazó, pero Hlinka, impresionado por el intelecto de Tuka, le nombró editor del periódico del partido, Slovák en marzo de 1922. Al frente de la publicación, Tuka pudo darle un sesgo antisemita, antiprotestante y anticheco. Pronto también se hizo notar el carácter antidemocrático de la propaganda de la formación.
En 1923 fundó la guardia paramilitar del partido, la Rodobrana, encargada de la seguridad de los actos públicos de la formación y formada por radicales de la organización política. Similar a los squadristi del fascismo italiano, fue un signo más de las inclinaciones del ala radical del partido.
Con el tiempo, Tuka fue cobrando relevancia en el partido; ingresó en la dirección en 1925 y fue elegido diputado al Parlamento de Praga. Se encontraba, sin embargo, en una posición extrema minoritaria pese a su gran influencia sobre Hlinka, en la prensa del partido y en la dirección del mismo: la mayoría de la organización abogaba únicamente por una mayor autonomía de Eslovaquia en el nuevo Estado y la defensa de lo que consideraban los intereses eslovacos. El ala radical, compuesta fundamentalmente por jóvenes nacionalistas, se reunió en torno a Tuka y recibió puestos de responsabilidad por influencia de este. Agrupó en torno a sí a los elementos del partido más cercanos al fascismo.
El partido propuso el 27 de enero de 1922 un borrador de amplia autonomía para Eslovaquia que incluía un Parlamento autónomo y un gabinete regional sometido al presidente checoslovaco. El Gobierno regional, cuyo primer ministro hubiese nombrado el presidente de la república, tendría a su cargo las competencias de educación, administración, asuntos religiosos, obras públicas, economía, comercio y asuntos sociales. El Parlamento regional habría podido legislar para Eslovaquia y vetar la legislación del nacional si así lo decidían dos tercios de sus diputados. Además, un quinto del Parlamento nacional se hubiese reservado para los delegados eslovacos. La propuesta fue rechazada de plano por el Parlamento checoslovaco. Esta negativa llevó al PPE a buscar apoyo extranjero para lograr sus objetivos autonomistas. La principal figura de esta corriente fue Tuka, cabecilla de la fracción más radical del partido. A pesar de su fracaso ante la Sociedad de Naciones, que se negó a escuchar las alegaciones de Tuka contra Checoslovaquia, su campaña de propaganda anticheca, en parte llevada a cabo mediante intermediarios, dio a conocer su postura en el extranjero.
Durante esta época, mantuvo contactos secretos con diversos grupos de ultraderecha y reaccionarios, como los monárquicos austriacos, los fascistas italianos o los nazis alemanes.

### El partido en el Gobierno, juicio y condena
En 1927, tras la reforma territorial que definió por primera vez a Eslovaquia como una región administrativa unida, las negociaciones entre el PPE y los partidos del Gobierno en Praga fructificaron y el PPE entró en el Gobierno. El concordato del 20 de enero de 1928, que concedió ciertos privilegios a la Iglesia católica también favoreció la mejora de relaciones del partido de Hlinka con Praga. Una fracción del partido, sin embargo, acusó a Hlinka de venderse al Gobierno sin lograr la autonomía y lo abandonó. Otra fracción de radicales con Tuka a la cabeza se mantuvo en el partido, pero trató de estropear las relaciones en el Gobierno, manteniendo los ataques a este pese a formar parte de él.

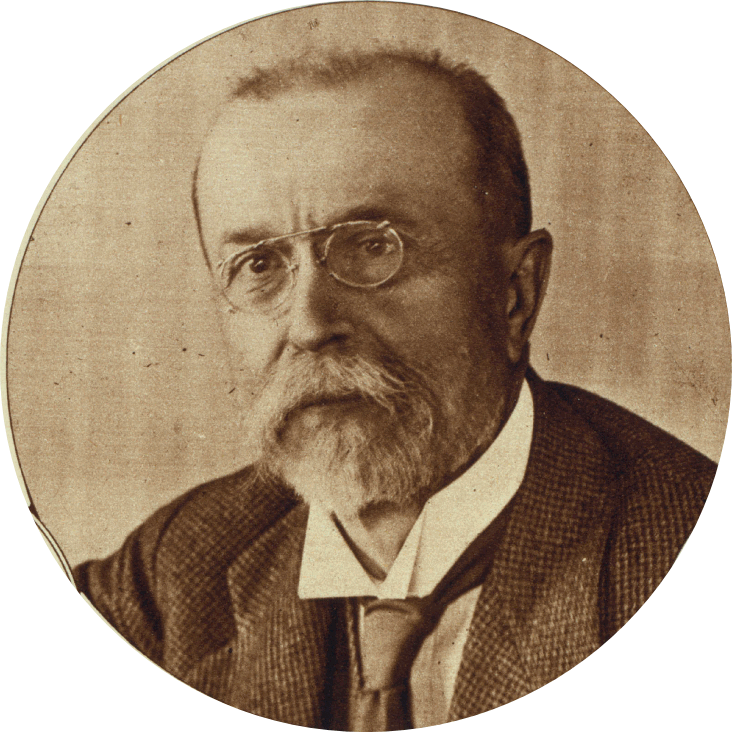
Tomáš Garrigue Masaryk, primer presidente checoslovaco, utilizó el juicio de Tuka por traición y espionaje para destruir la coalición de partidos burgueses a la que pertenecía el PPE de Tuka.

El 1 de enero de 1928 Tuka dio su paso más atrevido publicando en la edición de año nuevo un artículo en el que proclamaba que la Declaración de Martin contenía originalmente una cláusula secreta que permitía a los eslovacos rescindir su unión con los checos tras diez años. Según Tuka, el 30 de octubre de 1928 las leyes checoslovacas dejarían de tener validez en Eslovaquia y el territorio pasaría a un vacío legal que destruiría el Estado. La publicación causó honda impresión en el país y el alborozo de la prensa revisionista húngara. La afirmación se basaba en la tergiversación de las deliberaciones del Consejo Nacional Eslovaco al día siguiente de la Declaración de Martin, que podía haberse refutado gracias a los archivos del mismo, paso que no se realizó.
Pronto los adversarios del partido desencadenaron una campaña de descrédito de Tuka y del partido. El 28 de mayo de 1928 un dirigente eslovaco del Partido Nacional Demócrata le acusó de alta traición, perdió su inmunidad parlamentaria (20 de diciembre de 1928) y fue arrestado en enero de 1929. El 28 de mayo comenzó su juicio por conspiración contra el Estado y espionaje.
Ya en 1927, parte de los dirigentes del partido habían empezado a sospechar que Tuka era un agente húngaro y habían tratado de expulsar a sus partidarios del partido. Tras la publicación del polémico artículo de Tuka, proclamaron su repulsa hacia este, pero Hlinka, convencido de la inocencia de Tuka y tratando de evitar una confrontación dentro del partido, lo respaldó y expulsó de la organización a los críticos el 28 de febrero de 1929. La crisis por el juicio de Tuka coincidió además con una pérdida del respaldo popular del partido, que recibió un tercio menos de votos en las elecciones de diciembre de 1928 por las escasas consecuencias de la autonomía para Eslovaquia. El verano de 1929 supuso una gran crisis para el partido, que perdía apoyos, tenía a uno de sus principales dirigentes procesado y las tensiones entre radicales y moderados crecía. El juicio a Tuka se alargó con el propósito de que la sentencia coincidiese con las elecciones de otoño, para debilitar al partido.
El 5 de octubre de 1929 el tribunal provincial de Bratislava emitió el fallo del juicio a Tuka. Fue condenado por espionaje, entrega de secretos militares a una potencia extranjera, planear la secesión de Eslovaquia y crear bandas armadas para este fin. Recibió una pena de quince años de cárcel y la pérdida de sus derechos civiles y políticos durante tres años tras el final de la pena de cárcel. Su condena hizo que tres días más tarde el PPE se retirase el Gobierno; fue castigado en las elecciones de finales de mes. Se agudizó la crisis en el partido. Aunque las pruebas aportadas en el juicio eran endebles, su culpabilidad fue corroborada gracias a documentos húngaros tras la Segunda Guerra Mundial.
Hlinka y la dirección del partido habían respaldado firmemente a Tuka y este apoyo se mantuvo en los primeros momentos tras la condena. El propio Hlinka publicó un artículo defendiendo vehementemente a Tuka, mientras que el partido consideraba el juicio como una maniobra política de la izquierda para destruir la coalición de gobierno, visión que compartían algunos políticos conservadores. El partido, además, no deseaba admitir durante la campaña electoral que había dado cobijo, y menos en puestos tan destacados, a partidarios de la reunificación con Hungría y deseaba recuperar el apoyo de los radicales que respaldaban la postura de Tuka. En los primeros días Hlinka, al contrario que otros dirigentes del partido, decidió mantenerse en el Gobierno para poder ayudar mejor a Tuka, pero, ante lo infructuoso de su mediación, finalmente decidió dimitir. Tuka, al que Hlinka había colocado como cabeza de lista de las elecciones del 27 de octubre de 1929 por la circunscripción de Košice, resultó derrotado. El respaldo a Tuka no fue aprobado por el electorado del Partido Popular.
A pesar de una primera declaración de Hlinka a favor de Tuka tras la derrota electoral, días después confesó que no se le presentaría para la segunda vuelta de las elecciones, donde hubiese logrado con seguridad un escaño. Soslayando las declaraciones de Hlinka, el Partido abandonó a Tuka, que pasó a desaparecer prácticamente de los actos de la formación.

### Moderados y radicales
La actitud del partido, que había sido ambigua desde el comienzo del escándalo, se inclinó hacia el pragmatismo, favorecido en parte por el ala moderada de la formación, que se oponía a Tuka. Esta fracción era especialmente influyente entre los diputados del parlamento y estaba formada en general por veteranos el movimiento nacionalista eslovaco, que se caracterizaban por su hostilidad a Hungría.
La fracción extremista, de la que Tuka era la figura más destacada, estaba formada fundamentalmente por jóvenes nacionalistas eslovacos que no compartían la inclinación hacia Hungría de aquel, pero sí sus métodos radicales, incluyendo el uso de manifestaciones, de la ayuda extranjera o de la violencia.
El interés de Hlinka en mantener el partido unido a pesar de las diferencias entre fracciones hizo que evitase prácticamente toda mención a Tuka, lo que favoreció temporalmente la armonía en el partido, pero le hizo perder la confianza de muchos ciudadanos, que vieron al partido como desleal al Estado, acusación que sus adversarios utilizaron con frecuencia.

### Regreso a la política

Mapa de la República Eslovaca (1939-1945), Estado títere de la Alemania nazi, de la que Tuka fue primer ministro durante gran parte de su existencia.

El 30 de octubre de 1935, tras años de silencio, la prensa del partido publicó un artículo laudatorio sobre Tuka, indicio de la próxima radicalización de la formación. El 12 de enero de 1937, el dirigente radical Karol Sidor visitó a Tuka en prisión, la primera visita de un dirigente del partido en siete años. Pocos días después, lo hizo el propio Hlinka, publicándose varios artículos favorables en Slovák. La campaña a favor de su amnistía, sin embargo, no logró un apoyo notable. La dirección del partido, no obstante, logró la libertad condicional de Tuka el 3 de junio de 1938, por motivos de salud. Para entonces estaba ya muy débil de salud y casi ciego. Tuka debía residir en Plzeň, en Bohemia, someterse al control de sus visitas y de su correspondencia y estaba obligado a trabajar en las oficinas de la prisión de la localidad. Los intentos de Milan Hodža de lograr el apoyo del PPE a su Gobierno de coalición habían llevado al presidente Edvard Beneš a conceder la amnistía a Tuka. El intento de Sidor de rehabilitar a Tuka en el Parlamento nacional, sin embargo, fracasó, rechazado incluso por el partido, que no deseaba resucitar el caso.
En 1938 Tuka volvió a la vida política y recuperó su puesto destacado en el partido. Tras la crisis de Múnich y la reorganización del Estado que dio lugar a la Segunda República Checoslovaca, los elementos radicales del partido se agruparon en torno a Tuka, insatisfechos con la amplia autonomía lograda en octubre. El 23 de octubre, el Gobierno checoslovaco lo entregó al ministro de Justicia eslovaco en Piestany, con la condición de que se lo vigilase y no se le permitiese trasladarse a Bratislava, condiciones que no se cumplieron. Poco después abogaba en balde por la independencia de Eslovaquia, que los alemanes todavía no apoyaban.
Nombrado comandante honorario de la Guardia de Hlinka, no se le incluyó, sin embargo, entre los diputados del nuevo Parlamento eslovaco y regresó a la enseñanza universitaria. El 8 de noviembre de 1938, se instituyó el régimen de partido único, el Partido Popular de Hlinka, en la Eslovaquia autónoma, siendo prohibidos los partidos de izquierda y las organizaciones de carácter checoslovaco. Las elecciones al Parlamento autónomo de mediados de diciembre no fueron libres. Quedó clara la deriva autoritaria en Eslovaquia.
El 12 de febrero de 1939 visitó a Hitler, y declaró:

Pongo el destino de mi pueblo en sus manos, mi pueblo espera de usted su completa liberación.

El mismo mes, una delegación eslovaca se reunía sin el permiso del Gobierno central con los alemanes; recibió de Göring el consejo de que los eslovacos buscasen la separación de los checos. El 7 de marzo de 1939, el gobernador nazi de Austria, Seyss-Inquart, visitó Bratislava y aconsejó la pronta declaración de independencia. El 9 el presidente Emil Hácha, que había perdido su confianza en la lealtad del Gobierno eslovaco, ordenó su disolución y arrestó a varias personalidades, incluido Tuka. El 13, Tiso aceptó una invitación de Hitler y, ante la insistencia de este («La cuestión es si Eslovaquia desea o no la independencia. Es una cuestión no de días, sino de horas», declaró), Tiso convocó desde Alemania al parlamento eslovaco que el 14 de marzo de 1939 aprobó por unanimidad la independencia.

## En la Eslovaquia independiente

### Primer ministro

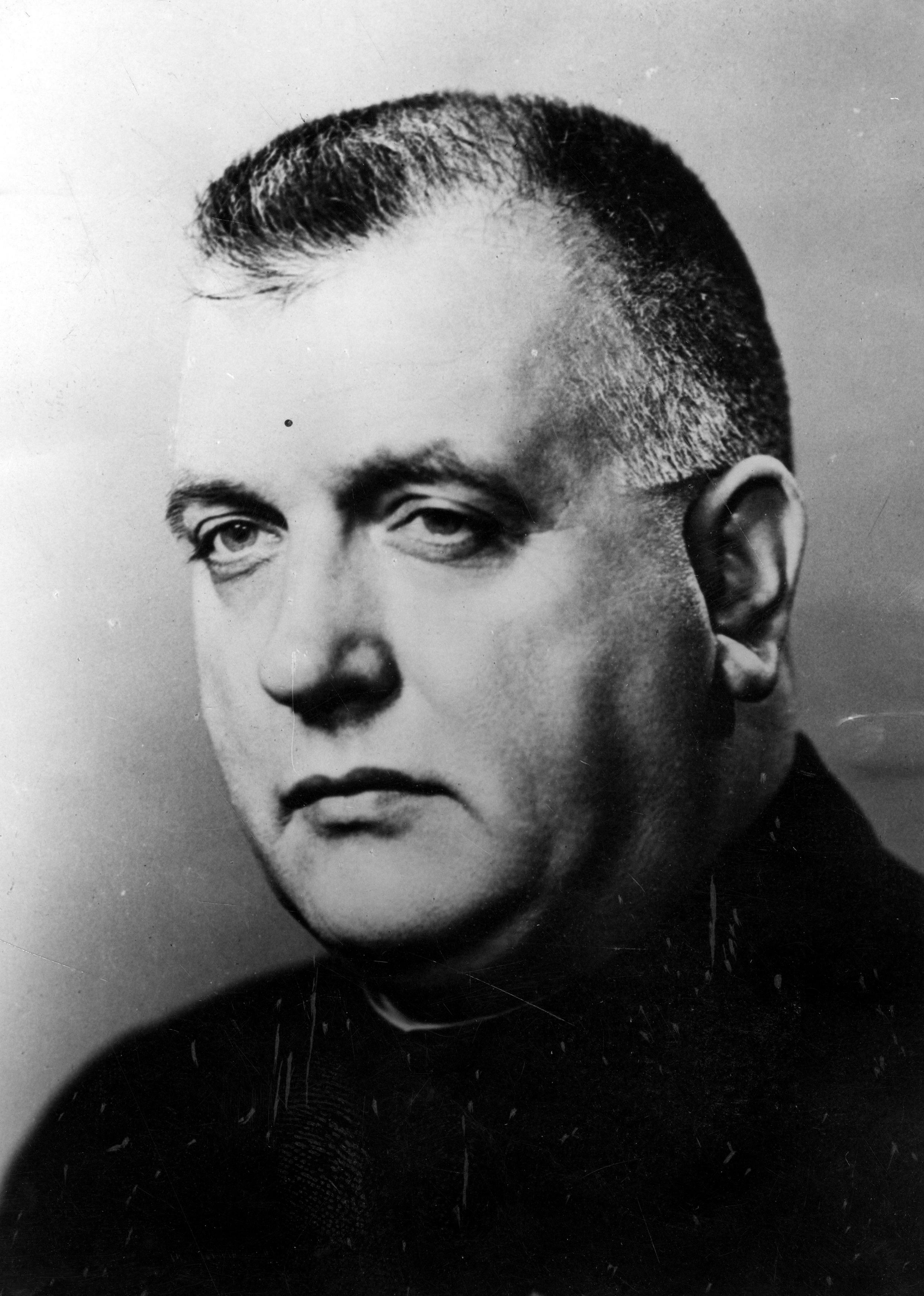
Jozef Tiso, sucesor de Andrej Hlinka al frente del PPE y dirigente del ala moderada, fascista clerical, opuesta al nacionalsocialismo de Tuka.

El país fue ocupado parcialmente por tropas alemanas el 15 de marzo de 1939; se firmó un tratado de protección el 23, al que acompañaban unas cláusulas económicas secretas. La independencia del país quedó radicalmente limitada.
El Gobierno quedó en manos de los radicales favorables al nacionalsocialismo, entre ellos el propio Tuka, que hubo de afrontar pronto graves problemas de gobierno, como la organización de una administración estatal sin un funcionariado adecuado, empobrecido por las pérdidas territoriales del primer arbitraje de Viena y con una intelectualidad escasa. Ni siquiera Hitler estaba seguro de la conveniencia de mantener la independencia del país, que solo continuó al fracasar las negociaciones germano-polacas. Tropas alemanas ocupaban zonas estratégicas del país y se enviaron numerosas delegaciones de consejeros alemanes a cada ministerio.
Tuka fue nombrado el 16 de marzo de 1939 ministro del Interior y vice primer ministro, junto con otros correligionarios extremistas en destacados puestos del nuevo Gobierno. Los radicales se apoyaban en la nueva organización paramilitar, la Guardia de Hlinka (en eslovaco: Hinklova Garda), fundada en octubre de 1938, de ideología fascista y aires nacionalsocialistas, de los que recibía financiación. El 2 de noviembre de 1939 Tuka fue nombrado primer ministro y cedió la cartera de Interior a otro radical, Ferdinand Ďurčanský, ministro de Asuntos Exteriores. Días antes Jozef Tiso había sido elegido presidente de la república. Tuka, impopular, conocido ya por su ambición y su vanidad, aspiraba a lograr el puesto de Tiso gracias al apoyo alemán.

### Disputas entre radicales y moderados
Desde la fundación del nuevo Estado, el ala más moderada del partido, dirigida por Tiso, se enfrentó a la más radical, de la que Tuka era el caudillo principal. Los conflictos y maniobras para tratar de expulsar del poder al adversario marcaron la política nacional.

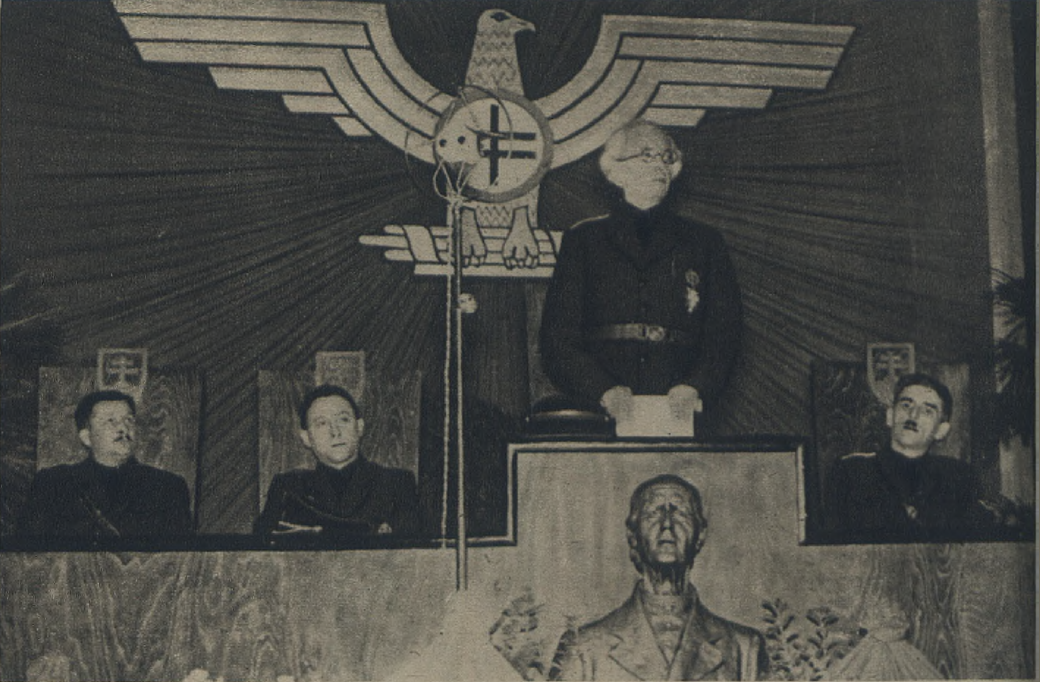
Tuka, de pie, en una reunión de jefes de la Guardia de Hlinka.

En la conferencia de Salzburgo del 28 de julio de 1940, convocada por Hitler para acabar con las disputas entre la fracción moderada del Gobierno eslovaco, encabezada por Tiso, y la radical y más cercana a los nazis, dirigida por Tuka, Tiso recibió el respaldo del dictador alemán, pero Ďurčanský, que se había moderado, fue relevado por Tuka en la cartera de Asuntos Exteriores, mientras Interior pasaba a manos de Alexander Mach, otro extremista. Hitler mantuvo así el enfrentamiento entre los dos bandos dentro del partido, asegurándose la posición de árbitro entre las mismas. El 30 de julio de 1940, Tuka proclamó, con el beneplácito de Hitler, el Estado nacionalsocialista. Los cambios en la situación de poder, sin embargo, fueron escasos por la debilidad de los extremistas, que necesitaban del apoyo alemán, lo que menguaga las simpatías de los nacionalistas hacia ellos. Tras la conferencia de Salzburgo, Manfred von Killinger, dirigente de las SA, fue nombrado «consejero especial» de Tuka, lo que redujo aún más la autonomía del Gobierno eslovaco. Tuka había vuelto desilusionado de la conferencia con Hitler, al no haber obtenido el puesto de presidente ni un aumento decisivo de sus poderes en el Estado.

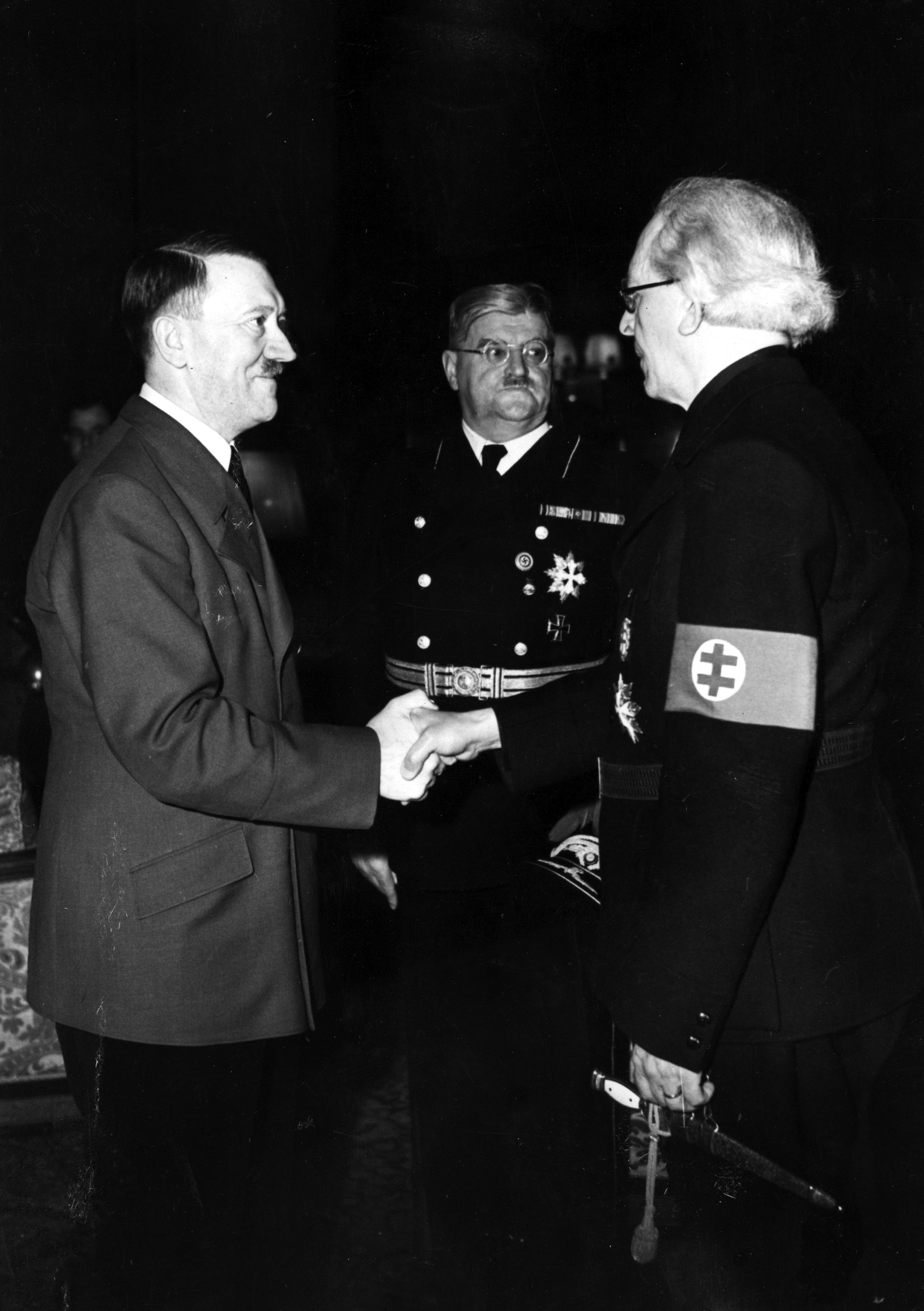
Tuka (derecha) junto a Hitler y Otto Meissner en octubre de 1941.

A lo largo de 1940, la posición de Tuka se debilitó frente a la conservadora y clerical de Tiso, que logró recuperar poder en el partido. Los intentos de Tuka de forzar su acceso al poder mediante la nazificación del Estado y del partido hizo que la mayoría de la población respaldase temporalmente la posición más moderada y tradicionalista de Tiso. Durante la segunda mitad de 1940, trató de tomar el control del partido y de cambiar la constitución para transferir el grueso del poder del presidente al primer ministro; fracasó en ambas empresas incluso con el constante apoyo de Von Killinger. En el otoño, creó una serie de departamentos dependientes de la oficina del primer ministro que competían con los ministerios, tratando de suplantarlos, pero no logró el respaldo en este intento de ganar poder del gabinete ni del parlamento, un bastión de los conservadores. Su intento de convertir el parlamento en una cámara al estilo alemán que apenas se reuniese tampoco frutificó. En el gabinete, los radicales eran minoría, y solían ser derrotados en las votaciones.
La posición de Tiso salió más reforzada aún tras un intento frustrado de la Guardia de dar un golpe de Estado en enero de 1941: Von Killinger fue trasladado a Rumanía y Tiso logró un respaldo mayor de la jerarquía nazi. Alemania deseaba acabar con la tensión en Eslovaquia ante las próximas campañas militares en Europa del Este.
En la primavera de 1942, un militar cercano a Tuka desertó a Hungría, lo que colocó a este en una posición embarazosa, conocido promagiar, escándalo que Tiso utilizó para debilitar aún más al primer ministro. Utilizando el antisemitismo, bien visto por la cúpula nazi, como arma contra Tiso, Tuka reforzó su llamamiento a realizar las deportaciones de judíos, que comenzaron el 26 de marzo de 1942. El 23 de octubre de 1942, Tiso logró ser proclamado «caudillo» del Estado y del partido (en eslovaco: Vôdca), aumentando su poder sobre la administración y debilitando la posición de Tuka, que solo conservó el puesto en las sucesivas crisis entre moderados y radicales por el apoyo alemán. El 12 de enero de 1943, Tuka perdía la vicepresidencia del PPE.
En política internacional, el Gobierno de Tuka se alineó claramente con el Eje: suscribió el Pacto Tripartito el 24 de noviembre de 1940 y el Pacto Antikomintern el 25 de noviembre de 1941 y declaró la guerra a los Estados Unidos y el Reino Unido el 12 de diciembre de 1941. Su contribución militar al frente oriental fue, sin embargo, moderada (dos divisiones, poco más de cincuenta mil hombres), debido a la desconfianza de los alemanes hacia la lealtad de los soldados eslovacos.

### Medidas contra los judíos
La relativa autonomía en política interior hasta el verano de 1940 no incluyó la política hacia la minoría judía (el 4,11 % de la población, 130 000 personas según el censo de 1930). El antisemitismo era tradicional en ciertas clases eslovacas y el PPE era un partido antisemita desde su fundación.

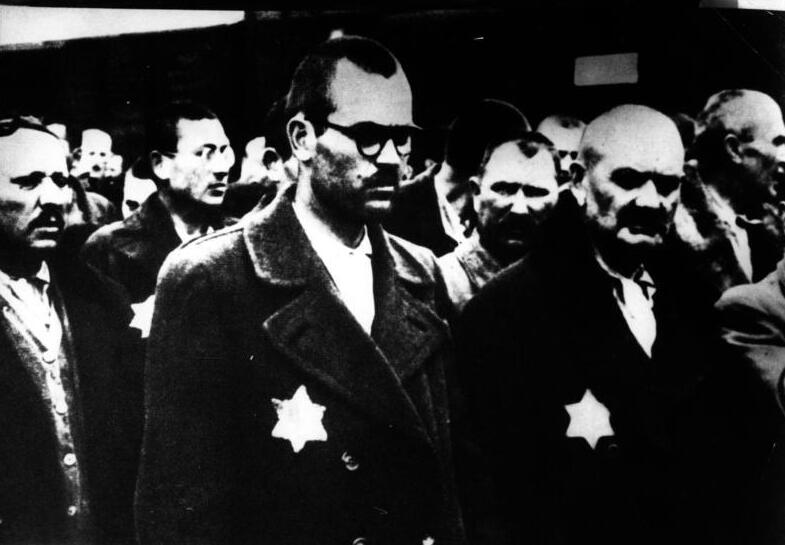
Judíos en el campo de exterminio de Auschwitz en 1944. Miles de judíos eslovacos fueron enviados a la muerte en los campos en Polonia durante el gobierno de Tuka en 1942.

En octubre de 1938, Ďurčanský había prometido a los alemanes aprobar leyes similares a las de Núremberg a cambio de su apoyo. Tiso respaldaba la eliminación de los judíos de la administración, la industria y los negocios, y se aprobaron sucesivas leyes que les privaban de sus derechos constitucionales y de sus ingresos. Tras la conferencia de Salzburgo, Tuka y sus partidarios, que defendían la postura alemana contra los judíos, aceleraron las medidas contra la comunidad, con el apoyo indirecto de Tiso.
En agosto de 1940, aceptó la solicitud de Alemania de agilizar el proceso de «reasentamiento» de los judíos en Polonia. Tuka y Mach aprobaron el 10 de septiembre de 1941 un código judío, que legalizaba la expropiación, internamiento y deportación de los judíos eslovacos. Entre marzo y agosto de 1942, 56 000 de ellos fueron exterminados. Para completar la farsa, el Gobierno de Tuka pagó quinientos marcos al Gobierno alemán por cada judío «reasentado». Las deportaciones pararon por orden de Tiso, que las había aprobado previamente, ante las reiteradas quejas del Vaticano, que las tomaba efectivamente como un exterminio de la población.
Durante los dos años siguientes, las presiones de Tuka y sus allegados para reanudar las deportaciones recibieron la negativa de Tiso. Tuka y sus partidarios utilizaron su respaldo de las medidas contra la comunidad judía para congraciarse a los nazis y lograr su respaldo en la lucha de poder con los conservadores.
El 15 de mayo de 1944, con la cercana derrota, el Parlamento aprobó una ley que prohibía las deportaciones y ordenaba el internamiento de los judíos supervivientes en campos de concentración eslovacos. La ocupación del país en septiembre tras el Levantamiento Nacional Eslovaco permitió a las SS retomar la tarea de exterminio. Menos de un tercio de los judíos de Eslovaquia sobrevivieron a la guerra.

## Caída y muerte
El 12 de enero de 1943, Tuka dimitió como presidente del partido, un síntoma más de su derrota frente a su adversario Tiso. Tras el Levantamiento Nacional Eslovaco de octubre de 1944 que supuso el final práctico de toda autonomía eslovaca, Tuka, ya enfermo, cesó de su cargo gubernamental y se trasladó a un balneario austriaco. En Austria fue capturado por los Aliados al terminar la contienda y fue después entregado a las autoridades checoslovacas. Juzgado por diversos cargos, entre los que se encontraban el de haberse confabulado para destruir Checoslovaquia y haber participado en el Holocausto, tras la guerra fue condenado a muerte por un tribunal de Bratislava en un juicio celebrado entre julio y agosto de 1946 y murió ahorcado el 20 de agosto de 1946.